# 悪妻
悪妻（あくさい）は、妻のうち品行の悪い者をいう。

## 定義
「夫が結婚したことを後悔するような品行の妻（家でくつろげないなど）」、もしくは「傍目から見てあのような品行の女性とは結婚したくないと思うような妻」とするのが妥当な定義である。対義語は良妻。
『新明解国語辞典』（三省堂）の第3版で「悪妻」は「（第三者から見て）夫の出世のためにならないと思われる妻」で、第5版では「第三者から、悪い妻と目される女性。（当の夫は案外気にしないことが多い）」となっている。
現代において家父長制的な夫が非難されるのと同様、夫婦関係において実権を握る妻を悪妻とする見方もある。しかし、やりくり上手で家庭に貢献している女性は（夫を尻に敷いていても）悪妻とは見られないことが多い。一方浪費家で家庭を危機に陥らせるような女性は悪妻と見られやすい。
歴史上の男性の偉人などの伴侶は、夫の業績や仕事に理解がない、なかったと伝えられると悪妻と見られることが多い。

## 言葉
ことわざでは「悪妻は六十年の不作」とも「悪妻は百年の不作」とも言われ、男性を不幸にするものとして避けるよう説いている。菊池寛は「悪妻は百年の不作であるという。しかし、女性にとって、悪夫は百年の飢饉である」と述べている。
坂口安吾の著作『堕落論』の中に『悪妻論』がある。また戸川貞雄は競輪を悪妻に例えた『競輪悪妻論』を持論としていた。

## その他、歴史上悪妻と言われる女性
いわゆる「世界三大悪妻」（世界三大一覧）とは、ソクラテスの妻クサンティッペ、ヴォルフガング・アマデウス・モーツァルトの妻コンスタンツェ、レフ・トルストイの妻のソフィア・アンドレエヴナ ということになっている。世界三大悪妻の他に、歴史上では以下のような女性が悪妻と言われている。
しかし、ここでも悪妻の基準が不明瞭であり、三条の方のように、史料根拠がなく、世界三大悪妻同様、後世に悪妻であったという逸話が作られたりなどしたと思われ、悪妻としての信憑性に疑問が残る女性達もいる。
北条政子・日野富子なども、ある意味では実務能力に長けた有能な妻という見方もできる。応仁の乱の一因にもなった日野富子はともかく、源頼朝と共に武家の時代を築いた北条政子は、むしろ悪妻とされていることを知らないという人も多い。
このようなことを総括すると、歴史上の悪妻とは
- 権力欲が強い
- 嫉妬深い
- 自己主張が強い
- 夫に従順でない

などが基準になっていると考えられる。
また、現代の価値観に照らし合わせることはできないが、三条の方・築山殿のように、嫡子が家督を継承できないと、その生母が悪妻と考えられていた。
ただし、これらには無視できない例外もかなりある。帰蝶（織田信長の正室。濃姫とも呼ばれる）は、信長の嫡男（織田信忠）を産んでおらず、また自己主張も強かったとされるにもかかわらず良妻と言われることがある。また巴御前は男性の武将を討ち取るほど膂力に長けていたとも言われるが、良妻とされることが多い。
これに対し、濃姫や巴御前が良妻とされた原因は、夫や恋人といった男性に対して健気である、献身的である、というところからきているとの解釈もある。すなわち、上記にある悪妻の条件の中の性格に関するもの（権力欲が強い、嫉妬深い、自己主張が強い、夫に従順でない）の逆であることから良妻とされた例と言えるだろう。
もっとも、悪妻・良妻の両方に言えることだが、後世にフィクションから形成されたものが多い。とくに濃姫は史料も極めて少なく、実像が不明な女性であるため、彼女の良妻説はフィクションの所産も大きく、逆の意味で三条の方の悪妻説と対をなすものとも言える。
悪妻と言われることの多い女性を再評価することは、純粋な学問としての側面だけでなく、フェミニズムの観点から行われることもある。そのような中では、悪妻とされていた人物が、実像からかけ離れて高く評価されることも少なくない。女流作家や女性史家によって表現される北条政子や日野富子などが過大評価されることが多いのはそのためであり、かえって歴史認識を誤らせているとの指摘もある。
その一方、フェミニズム的観点から肯定的評価をされた女性と対立した女性は、過剰に低い評価をされることもある。例として、今参局（足利義政の側室）は、日野富子がフェミニストによって評価されたことにより、男性に媚びた女性として貶められた。
また近年では、同様の視点から、夫や恋人に対して献身的であった女性を過剰に低く評価したり、夫への献身を否定するような記述がされることがあるため、それまで良妻に分類された女性が、今後悪妻に分類される可能性もある。もちろん、視点が偏りがちなのは男性側・女性側双方に言えることなので、その点は注意が必要である。
また、戦国時代で悪妻とされる女性達は、正室が多く、彼女達の代に婚家が滅亡しているケースが多く、その原因を彼女達が一身に負わされてしまっている場合も多々あり、有名人の妻、そして悪妻という存在は、往々にしてやはり何らかのプロパガンダに利用されることがある。
有名人の妻の場合、彼女達の夫をあまりにも人々が崇拝し過ぎるため、例えば、コンスタンツェ・モーツァルト、夏目鏡子など、家庭人としては問題のある夫をよく支えた良妻であったにもかかわらず、夫の責任を押し付けられ、後世に悪妻の風評が立つなど、不当に評価が辛くなっている場合がある。
どのような人物も、例えば暴君とされていた人物が実は違っていた、などといった時代による評価の変動は、この場合も例外ではないといえる。
とはいえ良妻・悪妻話が男性側からの観点によるものが大きいという意見もある。もっとも、過去の女性に対する評価に、現代女性の視点で評価することを肯定し、男性からの視点を男尊女卑であるとして排除しがちな現在の傾向が合理的でないとの指摘もある。

## 悪妻とされる人物
- 北条政子（源頼朝の正室）
- 日野富子（室町幕府8代将軍足利義政の正室）
- 三条の方（武田信玄の正室）
- 築山殿（徳川家康の正室）
- お江の方（徳川秀忠の正室）
- 義姫（伊達輝宗の正室）
- 奈多夫人（大友宗麟の正室）
- おりき（千利休の妻）
- 於万の方（保科正之の正室）
- お百（滝沢馬琴の妻）
- 六姫（池田光政の6女で、池田主計由貞・滝川儀太夫一宗の正室）
- 夏目鏡子（夏目漱石の妻）
- 森志げ（森鷗外の妻で森茉莉の母）
- 呂雉（漢の高祖劉邦の妻）
- 賈南風（西晋の恵帝の妻）
- 李鳳娘（南宋の光宗の妻）
- エルザ・レーベンタール（アルベルト・アインシュタインの妻）
- リウィア・ドルシッラ（初代ローマ皇帝アウグストゥスの妻）
- メッサリナ（ローマ皇帝クラウディウスの先妻）
- アグリッピナ（ローマ皇帝クラウディウスの後妻でローマ皇帝ネロの母）
- ゼルダ・フィッツジェラルド（スコット・フィッツジェラルドの妻）
- キャロライン・ラム（イギリスの首相第2代メルバーン子爵ウィリアム・ラムの妻）
- マーサ・ワシントン（ジョージ・ワシントンの妻）
- マリア・アンナ・アロイジア・ケラー（ハイドンの妻）
- メアリー・トッド・リンカーン（アメリカ合衆国大統領エイブラハム・リンカーンの妻）
- ジャクリーン・ケネディ・オナシス[5]（アメリカ合衆国大統領ジョン・F・ケネディの妻）